# 妙法寺 (佐伯市)
妙法寺（みょうほうじ）は、大分県佐伯市にある法華宗本門流の寺院。山号は惠超山、大本山本能寺末。